# Outcast - Il reietto
Outcast - Il reietto (Outcast) [ˈaʊtkɑːst] è una serie a fumetti mensile di genere horror, pubblicata negli USA da Image Comics a partire dal 25 giugno 2014 e in Italia da saldaPress a partire dal marzo 2015.
Scritta dall'ideatore di The Walking Dead Robert Kirkman e illustrata da Paul Azaceta, la trama è incentrata su Kyle Barnes, un uomo che sin dall'infanzia si è trovato costretto a fronteggiare delle possessioni demoniache che hanno colpito i suoi cari. Diventato adulto, Kyle tenta di approfondire cosa si cela dietro le manifestazioni soprannaturali che lo coinvolgono.
Prima ancora dell'inizio della pubblicazione, Kirkman ne ha iniziato a sviluppare una versione televisiva, Outcast, i cui diritti sono stati comprati da Cinemax. Nel febbraio del 2015 è stata confermata la produzione di una prima stagione, la cui messa in onda è iniziata 3 giugno 2016 su Cinemax, e seguita poi nel 2017 da una seconda stagione.

## Trama
Kyle Barnes è un uomo del West Virginia la cui vita è stata segnata da manifestazioni demoniache che hanno visto vittima i suoi cari. Durante l'infanzia, Kyle ha dovuto fronteggiare la possessione della madre, mentre, in età adulta, quella della moglie, che da posseduta aveva anche ferito la loro unica figlia. Dopo quest'ultima esperienza, Kyle decide di alienarsi dal resto dei suoi cari e vivere da solo. Quando il reverendo che lo aveva aiutato da ragazzo lo incontra casualmente e gli chiede aiuto per gestire una possessione, Kyle lo assiste, avendo occasione di scoprire come il suo sangue abbia un effetto repellente per i demoni. Insieme al reverendo, decide quindi di approfondire la natura delle possessioni alle quali è stato suo malgrado coinvolto e il perché lui abbia qualcosa di diverso dal comune.

## Produzione
Dopo una fase di sviluppo di circa due anni, i dettagli del progetto sono stati diffusi per la prima volta al New York Comic Con tenutosi nel mese di ottobre del 2013, occasione nella quale è stata presentata anche la copertina. Kirkman ha definito la trama una «storia epica», spiegando come, per la prima volta nella sua carriera, abbia iniziato a scrivere il fumetto avendone già ben chiara in mente la conclusione. Nel primo numero del fumetto Kirkman ha spiegato anche di aver voluto scrivere una vera storia horror, in grado di spaventare, a differenza dello stile adottato per The Walking Dead.

## Pubblicazioni

### Albi
| n. | Titolo originale             | Numerazione italiana | Titolo italiano             | Pubblicazione USA | Pubblicazione Italia |
| -- | ---------------------------- | -------------------- | --------------------------- | ----------------- | -------------------- |
| 1  | A darkness surrounds him     | 1                    | Un'oscurità lo circonda     | 25 giugno 2014    | marzo 2015           |
| 2  | From the shadows it watches  | 1                    | Un'oscurità lo circonda     | 30 luglio 2014    | marzo 2015           |
| 3  | I remember when she loved me | 2                    | Ricordo quando mi amava     | 27 agosto 2014    | maggio 2015          |
| 4  | To light our way             | 2                    | Ricordo quando mi amava     | 24 settembre 2014 | maggio 2015          |
| 5  | A wrath unseen               | 3                    | Ricevi il tuo marchio       | 12 novembre 2014  | luglio 2015          |
| 6  | Receive your mark            | 3                    | Ricevi il tuo marchio       | 24 dicembre 2014  | luglio 2015          |
| 7  | The road before us           | 4                    | Una vasta e infinita rovina | 18 marzo 2015     | settembre 2015       |
| 8  | A vast and unending ruin     | 4                    | Una vasta e infinita rovina | 29 aprile 2015    | settembre 2015       |
| 9  | What lurks within            | 5                    | Ciò che si nasconde dentro  | 27 maggio 2015    | novembre 2015        |
| 10 | A weakness exposed           | 5                    | Ciò che si nasconde dentro  | 1º luglio 2015    | novembre 2015        |
| 11 | A line is crossed            | 6                    | Vicino a casa               | 5 agosto 2015     | gennaio 2016         |
| 12 | Close to home                | 6                    | Vicino a casa               | 9 settembre 2015  | gennaio 2016         |
| 13 | This little light            | 7                    | Questa piccola luce         | 25 novembre 2015  | marzo 2016           |
| 14 | Get behind me Satan          | 7                    | Questa piccola luce         | 16 dicembre 2015  | marzo 2016           |
| 15 | All alone now                | 8                    | Completamente solo          | 27 gennaio 2016   | maggio 2016          |
| 16 | Overwhelmed                  | 8                    | Completamente solo          | 24 febbraio 2016  | maggio 2016          |
| 17 | The damage done              | 9                    | Senza via di scampo         | 23 marzo 2016     | luglio 2016          |
| 18 | There is no escape           | 9                    | Senza via di scampo         | 27 aprile 2016    | luglio 2016          |
| 19 | Under devil's wing           | 10                   | Sotto l'ala del Diavolo     | 27 luglio 2016    | novembre 2016        |
| 20 | A power exposed              | 10                   | Sotto l'ala del Diavolo     | 24 agosto 2016    | novembre 2016        |
| 21 | Blood is spilled             | 11                   | Il sangue versato           | 28 settembre 2016 | gennaio 2017         |
| 22 | The ticking clock            | 11                   | Il sangue versato           | 26 ottobre 2016   | gennaio 2017         |
| 23 | The darkest before           | 12                   | L'oscurità che precede      | 23 novembre 2016  | marzo 2017           |
| 24 | No turning back              | 12                   | L'oscurità che precede      | 11 gennaio 2017   | marzo 2017           |
| 25 | Light of day                 | 13                   | La luce del giorno          | 22 febbraio 2017  | luglio 2017          |
| 26 | The sharpened edge           | 13                   | La luce del giorno          | 29 marzo 2017     | luglio 2017          |
| 27 | A new way                    | 14                   | Una nuova via               | 3 maggio 2017     | settembre 2017       |
| 28 | His growing flock            | 14                   | Una nuova via               | 7 giugno 2017     | settembre 2017       |
| 29 | Unwelcomed                   | 15                   | Una tempesta in arrivo      | 26 luglio 2017    | novembre 2017        |
| 30 | A Coming Storm               | 15                   | Una tempesta in arrivo      | 6 settembre 2017  | novembre 2017        |
| 31 | Homelife                     | 16                   | Vita di casa                | 25 ottobre 2017   | marzo 2018           |
| 32 | Invasion (Part 1 of 5)       | 16                   | Vita di casa                | 27 dicembre 2017  | marzo 2018           |
| 33 | Invasion (Part 2 of 5)       | 17                   | Invasione                   | 24 gennaio 2018   | maggio 2018          |
| 34 | Invasion (Part 3 of 5)       | 17                   | Invasione                   | 28 febbraio 2018  | maggio 2018          |
| 35 | Invasion (Part 4 of 5)       | 18                   | Stato d'assedio             | 9 maggio 2018     | luglio 2018          |
| 36 | Invasion (Part 5 of 5)       | 18                   | Stato d'assedio             | 30 maggio 2018    | luglio 2018          |
| 37 | A Father's Love              | 19                   | Circondati                  | 19 dicembre 2018  | settembre 2019       |
| 38 | Surrounded                   | 19                   | Circondati                  | 23 gennaio 2019   | settembre 2019       |
| 39 | Infiltration                 | 20                   | L'oscurità avanza           | 27 gennaio 2019   | novembre 2019        |
| 40 | The Darkness Grows           | 20                   | L'oscurità avanza           | 27 marzo 2019     | novembre 2019        |
| 41 | Betrayed                     | 21                   | Tradito                     | 1º maggio 2019    | gennaio 2020         |
| 42 | Shining Too Brightly         | 21                   | Tradito                     | 7 agosto 2019     | gennaio 2020         |
| 43 | The Merged                   | 22                   | La fusione Parte 1 di 3     | 25 dicembre 2019  | marzo 2020           |
| 44 | The Merged Part 2            | 22                   | La fusione Parte 1 di 3     | 29 gennaio 2020   | marzo 2020           |
| 45 | The Merged Part 3            | 23                   | La fusione parte 2 di 3     | 26 febbraio 2020  | aprile 2021          |
| 46 | The Merged Part 4            |                      |                             | 25 marzo 2020     |                      |
| 47 | The Merged Part 5            |                      |                             | 22 aprile 2020    |                      |
| 48 | The Merged Part 6            |                      |                             | 17 giugno 2020    |                      |

### Volumi

#### Stati Uniti
| Titolo originale                             | Albi raccolti    | Pubblicazione   | ISBN                |
| -------------------------------------------- | ---------------- | --------------- | ------------------- |
| Outcast: Volume 1 – A Darkness Surrounds Him | Outcast n. 1–6   | 28 gennaio 2015 | ISBN 978-1632150530 |
| Outcast: Volume 2 – A Vast and Unending Ruin | Outcast n. 7–12  | 7 ottobre 2015  | ISBN 978-1632154484 |
| Outcast: Volume 3 – This Little Light        | Outcast n. 13–18 | 21 giugno 2016  | ISBN 978-1632156938 |
| Outcast: Volume 4 – Under Devil's Wing       | Outcast n. 19–24 | 21 febbraio 201 | ISBN 978-1534300507 |
| Outcast: Volume 5 – The New Path             | Outcast n. 25–30 | 24 ottobre 2017 | ISBN 978-1534302495 |
| Outcast: Volume 6 – Invasion                 | Outcast n. 31–36 | 31 luglio 2018  | ISBN 978-1534307513 |
| Outcast: Volume 7 – The Darkness Grows       | Outcast n. 37–42 | 30 luglio 2019  | ISBN 978-1534312395 |

#### Italia
In Italia esistono quattro edizioni del fumetto, tutte pubblicate da saldaPress. La prima, pubblicata in 24 albi da edicola, è stata pubblicata dal marzo 2015 al maggio 2021. Contestualmente venne raccolta in otto volumi brossurati (TPB) e in otto volumi cartonati (HC), usciti tra ottobre 2015 e giugno 2021. La serie è stata successivamente raccolta in due maxi volumi ad alta foliazione usciti rispettivamente il 31 marzo 2022 e il 26 maggio 2022. Nella tabella di seguito vengono indicate le date e gli ISBN dell'edizione cartonata.
| Titolo                                       | Albi raccolti    | Pubblicazione    | ISBN               |
| -------------------------------------------- | ---------------- | ---------------- | ------------------ |
| Outcast vol. 1 - Un'oscurità lo circonda     | Outcast n. 1–6   | 20 novembre 2015 | ISBN 9788869190506 |
| Outcast vol. 2 - Una vasta e infinita rovina | Outcast n. 7–12  | 21 maggio 2016   | ISBN 9788869190858 |
| Outcast vol. 3 - Questa piccola luce         | Outcast n. 13–18 | 2 dicembre 2016  | ISBN 9788869192166 |
| Outcast vol. 4 - Sotto l'ala del diavolo     | Outcast n. 19–24 | 12 maggio 2017   | ISBN 9788869192418 |
| Outcast vol. 5 - Il nuovo sentiero           | Outcast n. 25–30 | 24 novembre 2017 | ISBN 9788869193170 |
| Outcast vol. 6 - Invasione                   | Outcast n. 31–36 | 15 novembre 2018 | ISBN 9788869193774 |
| Outcast vol. 7 - L'oscurità avanza           | Outcast n. 37–42 | 11 ottobre 2019  | ISBN 9788869196010 |
| Outcast vol. 8 - La fusione                  | Outcast n. 43–48 | 24 giugno 2021   | ISBN 9788869196041 |